# Odensås

Odensås är största byn i Tveta socken, Hultsfreds kommun i mellersta Kalmar län. Byn har cirka 30 invånare. Odensås omnämns första gången i skrift 1545 i en skattelängd där man anger att Odensås består av ett skattehemman och ett sämjehemman. Från 1865 till 1906 utvandrade en stor del av Odensås befolkning till USA. Byns främsta näring är skogsbruk. 
Politiska expertkommentatorn Marcus Oscarsson kommer från Odensås.

## Höga naturvärden
- Ekhagen - Odensås ingick i inventeringen av ängs- och hagmarker i Hultsfreds kommun som utfördes av Miljövårdsenheten vid länsstyrelsen i Kalmar. Den så kallade Ekhagen, intill Eksjön (även kallad Eksebosjön) ansågs i denna undersökning ha ett högt naturvärde.
- Landskapet - Då de flesta gårdar fortfarande brukas präglas Odensås och det omgivande jordbrukslandskapet fortfarande av åkrar och öppna ängar.

## Föreningar
- Bösebo Bygdeförening - Bygdeföreningens lokal är före detta Bösebo Missionshus i Bösebo. Föreningen har ca 100 medlemmar och dess största evenemang är den årliga julfesten och sommarfesten i augusti.